# 1942년 미국 야구 명예의 전당 투표
다음은 1942년에 있었던 미국 야구 명예의 전당의 헌액자를 선정하기 위한 투표의 결과이다.

## 미국야구기자협회 투표
총 233장의 투표 용지가 집계되었으며, 72명의 후보에게 2,328표가 던져졌다. 이는 각 투표지마다 평균 9.99표가 던져졌음을 의미한다. 명예의 전당에 헌액되기 위해서는 175표 이상의 득표가 필요했다.
|  | 이 해의 투표에서 과반의 득표수를 얻어, 명예의 전당에 헌액된 사람                  |
|  | 이 해의 투표에서 득표수가 미달되었으나, 이후의 투표에서 명예의 전당에 헌액된 사람 |

| 이름            | 득표수 | %    |
| --------------- | ------ | ---- |
| 로저스 혼즈비   | 182    | 78.1 |
| 프랭크 챈스     | 136    | 58.4 |
| 루브 워델       | 126    | 54.1 |
| 에드 월시       | 113    | 48.5 |
| 밀러 허긴스     | 111    | 47.6 |
| 에드 델라한티   | 104    | 44.6 |
| 조니 에버스     | 91     | 39.1 |
| 윌버트 로빈슨   | 89     | 38.2 |
| 미키 코크런     | 88     | 37.8 |
| 프랭키 프리시   | 84     | 36.1 |
| 휴 더피         | 77     | 33.0 |
| 허브 페녹       | 72     | 30.9 |
| 클라크 그리피스 | 71     | 30.5 |
| 지미 콜린스     | 68     | 29.2 |
| 래빗 매런빌     | 66     | 28.3 |
| 휴이 제닝스     | 64     | 27.5 |
| 모데카이 브라운 | 63     | 27.0 |
| 에디 플랭크     | 63     | 27.0 |
| 조 맥기니티     | 59     | 25.3 |
| 프레드 클라크   | 58     | 24.9 |
| 로저 브레스나한 | 57     | 24.5 |
| 치프 벤더       | 55     | 23.6 |
| 레이 샬크       | 53     | 22.7 |
| 파이 트레이너   | 45     | 19.3 |
| 로스 영스       | 44     | 18.9 |
| 프랭크 베이커   | 39     | 16.7 |
| 대지 밴스       | 37     | 15.9 |
| 빌 테리         | 36     | 15.5 |
| 조 팅커         | 36     | 15.5 |
| 애디 조스       | 33     | 14.2 |
| 조니 클링       | 15     | 6.4  |
| 냅 러커         | 15     | 6.4  |
| 베이브 아담스   | 11     | 4.7  |
| 행크 고디       | 8      | 3.4  |
| 키드 니컬스     | 5      | 2.1  |
| 제시 버켓       | 4      | 1.7  |
| 해리 헤일먼     | 4      | 1.7  |
| 에디 그란트     | 3      | 1.3  |
| 브랜치 리키     | 3      | 1.3  |
| 잭 위트         | 3      | 1.3  |
| 도니 부시       | 2      | 0.9  |
| 샘 크로퍼드     | 2      | 0.9  |
| 페퍼 마틴       | 2      | 0.9  |
| 로저 페킨파우프 | 2      | 0.9  |
| 보비 월러스     | 2      | 0.9  |
| 진저 보먼트     | 1      | 0.4  |
| 제이크 베클리   | 1      | 0.4  |
| 조 볼리         | 1      | 0.4  |
| 빌 브래들리     | 1      | 0.4  |
| 레이브 크로스   | 1      | 0.4  |
| 빌 디닌         | 1      | 0.4  |
| 잭 던           | 1      | 0.4  |
| 키드 엘버펠트   | 1      | 0.4  |
| 레드 페이버     | 1      | 0.4  |
| 빌리 해밀턴     | 1      | 0.4  |
| 베이브 허먼     | 1      | 0.4  |
| 웨이트 호이트   | 1      | 0.4  |
| 조 켈리         | 1      | 0.4  |
| 디키 커         | 1      | 0.4  |
| 알리 라담       | 1      | 0.4  |
| 보비 로         | 1      | 0.4  |
| 셰리 마기       | 1      | 0.4  |
| 디컨 필립       | 1      | 0.4  |
| 에드 라우시     | 1      | 0.4  |
| 에이머스 루시   | 1      | 0.4  |
| 저머니 쉐퍼     | 1      | 0.4  |
| 에버렛 스콧     | 1      | 0.4  |
| 해리 스타인펠트 | 1      | 0.4  |
| 프레드 테니     | 1      | 0.4  |
| 빌 웜스갠스     | 1      | 0.4  |
| 해크 윌슨       | 1      | 0.4  |
| 스모키 조 우드  | 1      | 0.4  |